# Antígua
Antiga, ou Antígua, é uma ilha no Mar do Caribe com 280 km² que faz parte da nação insular de Antígua e Barbuda (cuja área total é de 442 km²). A maior cidade da ilha, São João, é também a capital de Antígua e Barbuda. Está situada a norte de Guadalupe, da qual está separada pela Passagem de Guadalupe, e a leste de Monserrate.
O sistema de governo é a monarquia parlamentar, onde o atual soberano é o Rei Charles III.
Tem cerca de 80.100 habitantes, dos quais mais de 32.000 vivem na capital, São João. Mais de 90% da população da ilha é descendente de africanos. A ilha tem perímetro de 87 km e área de 280 km². A superfície é maioritariamente plana, e não há muitas variações de relevo, ao contrário de outras ilhas da região.
As cidades mais importantes são São João, Falmouth e Parham. São João, a capital, está situada no noroeste da ilha, perto do aeroporto, e o porto está preparado para ancorar grandes navios de cruzeiro.
A economia de Antígua é baseada no turismo. Os hotéis estão situados na costa e o seu único aeroporto está ao serviço de grandes companhias, como a Virgin Atlantic e a British Airways.
A moeda nacional é o dólar das Caraíbas Orientais. Apesar disso, a maioria dos preços são fornecidos em dólar dos Estados Unidos.
O primeiro europeu a visitar a ilha foi Cristóvão Colombo em 1493.